# Nordwestplattform
Nordwestplattform är en platå i Antarktis. Den ligger i Sydshetlandsöarna. Argentina, Chile och Storbritannien gör anspråk på området. Nordwestplattform ligger vid sjön Kiteschbach.